# 杰基·库根
约翰·莱斯利·库根，即杰基·库根（英語：Jackie Coogan，1914年10月26日—1984年3月1日），美国演员，无声影片时代的杰出童星，因在查理·卓别林经典影片《寻子遇仙记》中成功演绎孤儿角色而被世界观众所熟知。此后，他又出演了20多部影片，是当时好莱坞片酬最高的演员之一。他发现自己贪得无厌的母亲与继父挥霍了他近400万美元后，将他们告上法庭。1938年，以库根命名的保护小明星财产的法案《库根法》出台，该法案经过多次修改一直延用至今。

## 早年生活与电影生涯
杰基·库根于1914年10月26日出生在美国加利福尼亚州的洛杉矶。在他仍在婴儿时期时就开始在歌舞杂耍和电影中表演了。后在一次歌舞杂耍中，喜剧大师查理·卓别林发现了他的表演才华。之后卓别林邀请了这位天才小童星和他共同出演，先是在《快乐的一天》（A Day's Pleasure,1919）中杰基扮演了一位小男孩。1921年的《寻子遇仙记》(The Kid)中库根更是将一个调皮可爱又遭不幸的弃儿演绎得近乎完美。他也曾在1922年电影《雾都孤儿》和1930年电影《汤姆·索耶历险记》中分别扮演过孤儿奥利弗和汤姆·索耶。

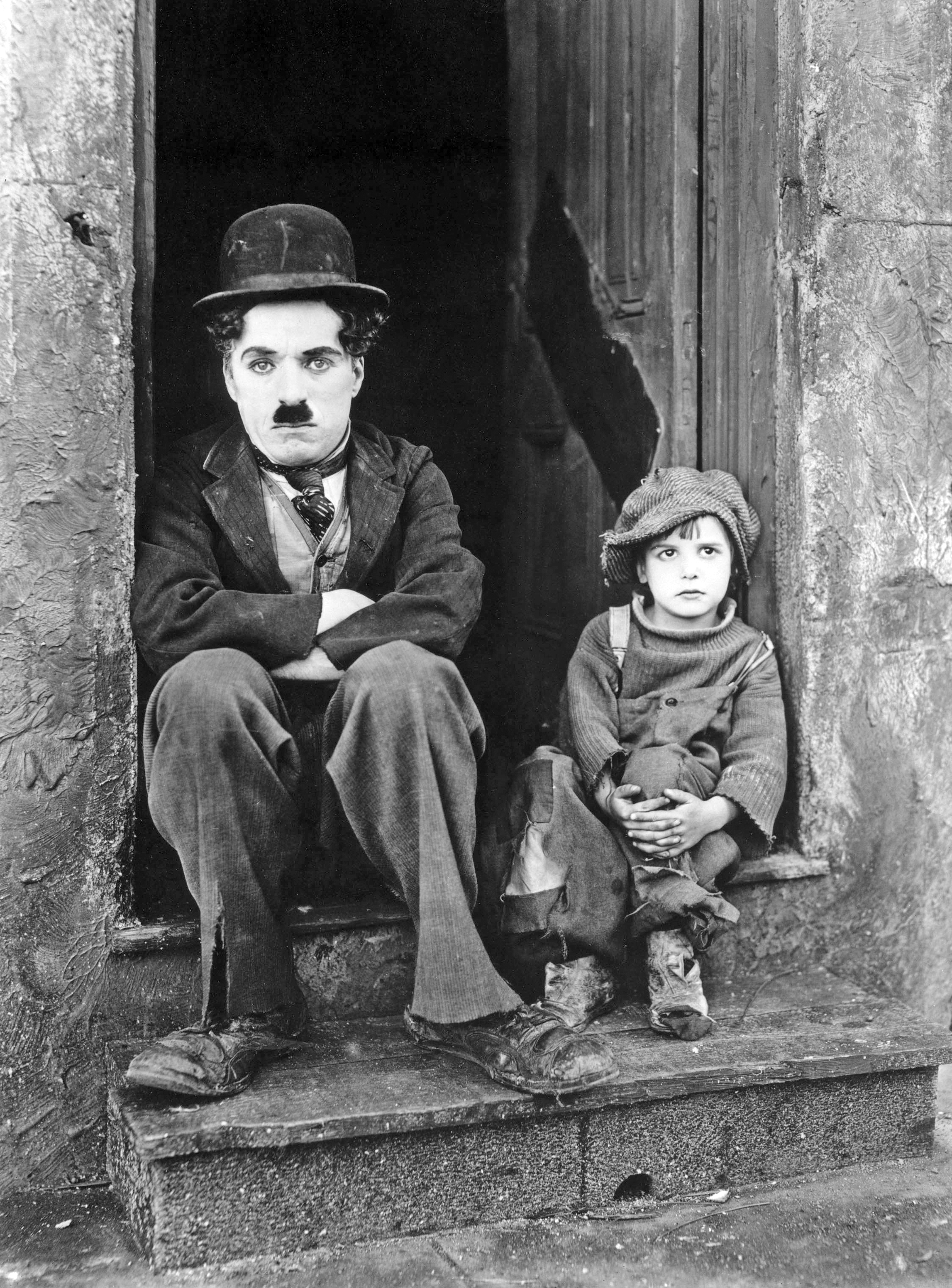
杰基·库根和查理·卓别林在1921年的电影《寻子遇仙记》中

他还曾环球旅行，每到一处便受到当地群众的普遍欢迎。可惜的是，他出演过的早期电影大多失传。
1935年5月4日，就在21岁生日前夕，库根与他的父亲，还有好友朱尼尔·德金(也是童星出身)在圣迭戈县遭遇严重车祸，库根是唯一幸存者，其他人皆在车祸中不幸丧生。

## 库根法
童星时代，库根获得了约300万到400万美元（约合2015年的5000-7000万美元）的收入，但大多都被他贪得无饜的母亲和继父挥霍在名贵大衣、钻石和豪车上。按照当时加州的法律，儿童的父母对儿童的财产有法定支配权。他的母亲声称“儿童在21岁之前所有的收入都归父母，她不愿给库根一分钱，库根是个坏孩子”。库根于1938年将他们告上法院。在此期间，查理·卓别林给予了他经济上的帮助。最终除去诉讼费，库根只拿回12万6千美元（约合2015年的200万美元）。库根案引起了社会对童星经济状况的关注。1938年加州议会通过了《加州儿童演员法》，也称《库根法》，该法案经过多次修改一直延用至今。它规定儿童演员的合同收入归儿童演员个人所有，但因为加州的法律规定儿童自己不能支配财产，所以儿童演员的财产仍然有其父母以委托代理人的方式支配。雇主必须将童星15%的收入存入一个信托账户（也被称为库根账户）。该法还规定了儿童演员的学业、工时和假期等。纽约、路易斯安娜和新墨西哥州也都通过了类似的法案。

## 之后的生活
1941年3月库根参军服役，珍珠港事件发生后，他申请成为了一名美军滑翔机飞行员。
战后，库根重回表演生涯，在一些电影和电视剧中频频亮相。1984年3月1日因心脏停搏在加州圣莫尼卡逝世，终年69岁。

## 扩展阅读
- . | author = Diana Serra Cary | publisher = Scarecrow Press | year = 2003 | isbn = 0-8108-4650-0}}
- David W. Menefee. . Albany: Bear Manor Media. 2007. ISBN 978-1593-93073-8.
- Holmstrom, John. . Norwich. 1996: 65–67. |author=和|last=只需其一 (帮助)
- Dye, David. . Jefferson, NC: McFarland & Co. 1988: 37–40.